# David Santee
Pour les articles homonymes, voir Santee.
David Neil Santee, né le 22 juillet 1957 à Oak Park (Illinois), est un patineur artistique américain, vice-champion du monde en 1981.

## Biographie

### Carrière sportive
David Santee est quadruple champion des États-Unis, il n'a jamais remporté le titre national. Il représente son pays à sept mondiaux entre 1976 et 1982, et à deux Jeux Olympiques d'hiver (1976 à Innsbruck et 1980 à Lake Placid). Son meilleur classement mondial est une 2e place en 1981 à Hartford (Connecticut), et son meilleur classement olympique est une 4e place en 1980.
David Santee cite le film Rocky comme source d'inspiration et patine souvent sur ce thème musical, ce qui lui vaut le surnom de "Rocky on Ice".
Il quitte le patinage amateur après les mondiaux de 1982.

### Reconversion
David Santee devient spécialiste technique de l'Union internationale de patinage.
Il travaille également comme entraîneur. Il entraîne notamment la patineuse américaine Agnes Zawadzki.
Il est actuellement directeur du patinage à l'Oakton Ice Arena dans sa ville natale de Park Ridge (Illinois). Il siège au conseil d'administration de l'Ice Skating Institute en tant que représentant des instructeurs pendant de nombreuses années et est le représentant de l'Ice Skating Institute au conseil d'administration du patinage artistique américain.

### Famille
Son jeune frère James Santee est également un patineur de haut niveau international.
Il a deux fils, Chris et Michael.

### Hommage
David est intronisé au Temple de la renommée du patinage artistique américain en  2015.

## Palmarès
| Compétitions principales    | 1972    | 1973    | 1974    | 1975    | 1976    | 1977    | 1978    | 1979    | 1980    | 1981    | 1982    |  |  |  |
| Jeux olympiques d'hiver     |         |         |         |         | 6e      |         |         |         | 4e      |         |         |  |  |  |
| Championnats du monde       |         |         |         |         | 5e      | 4e      | 6e      | 8e      | 4e      | 2e      | 8e      |  |  |  |
| Championnats des États-Unis | 8e      | 3e      | 5e      | 5e      | 2e      | 3e      | 2e      | 3e      | 2e      | 2e      | 3e      |  |  |  |
|                             |         |         |         |         |         |         |         |         |         |         |         |  |  |  |
| Autres Compétitions         | 1971/72 | 1972/73 | 1973/74 | 1974/75 | 1975/76 | 1976/77 | 1977/78 | 1978/79 | 1979/80 | 1980/81 | 1981/82 |  |  |  |
| Skate America               |         |         |         |         |         |         |         |         | 4e      |         |         |  |  |  |
| Skate Canada                |         |         |         |         |         | 3e      |         |         |         | 3e      |         |  |  |  |
| Moscou Skate                |         |         |         |         | 5e      |         |         |         |         |         |         |  |  |  |
| Trophée NHK                 |         |         |         |         |         |         |         |         | 3e      |         |         |  |  |  |
|                             |         |         |         |         |         |         |         |         |         |         |         |  |  |  |